# Alpina quadrifaria
Alpina quadrifaria là một loài bướm đêm trong họ Geometridae.